# Langensteinbach (Sachsen)
Langensteinbach war bis zum 31. Dezember 2002 eine Gemeinde im ehemaligen Landkreis Mittweida, heute Landkreis Mittelsachsen. Nachdem bereits seit 1999 eine Verwaltungsgemeinschaft bestanden hatte, wurde sie zum 1. Januar 2003 nach Penig eingemeindet.

## Ortsteile
Am 1. Januar 1994 schlossen sich die Gemeinden Niedersteinbach (mit dem Ortsteil Wernsdorf) und Langenleuba-Oberhain zur Gemeinde Langensteinbach zusammen. Am 1. Juli 1996 wurde die Gemeinde Obergräfenhain eingemeindet, sodass die Gemeinde aus folgenden Ortsteilen bestand:
- Langenleuba-Oberhain
- Niedersteinbach
- Obergräfenhain (seit 1996)
- Wernsdorf

## Lage
Das Gebiet der Gemeinde befindet sich nördlich von Penig, westlich von Lunzenau, südlich von Rochlitz und östlich von Kohren-Sahlis.

## Wirtschaft
Trotz der landwirtschaftlichen Prägung, die für die Region typisch ist, existieren neben zahlreichen kleineren Betrieben in Wernsdorf ein 17 ha großes Gewerbegebiet sowie in Obergräfenhain ein Dachziegelwerk.

## Verkehr
Sowohl die A 72 als auch die B 175 sorgen für eine gute Verkehrsanbindung. Die Bahnstrecke Altenburg–Langenleuba-Oberhain wurde bereits Anfang der 1990er Jahre stillgelegt; die Gleisanlagen existieren aber auch heute noch zu großen Teilen.